# توبیاس البراسین
توبیاس البراسین (انگلیسی: Tobías Albarracín؛ زادهٔ ۵ دسامبر ۱۹۸۴) بازیکن فوتبال اهل آرژانتین است.
از باشگاه‌هایی که در آن بازی کرده‌است می‌توان به باشگاه فوتبال لگیا ورشو اشاره کرد.